# Rågeleje
Rågeleje – miasto w Danii, w regionie Stołecznym, w gminie Gribskov.